# Разумовский, Аполлон Николаевич
Аполло́н Никола́евич Разумо́вский (23 июля (4 августа) 1853 — после 1917) — русский судебный деятель, сенатор, член Государственного совета.

## Биография
Происходил из мещан. Родился в Москве 23 июля (4 августа) 1853 года.
Среднее образование получил в Ярославской гимназии (1871). В 1876 году окончил Демидовский юридический лицей со званием действительного студента.
Службу начал 30 января 1877 года в Департаменте Министерства юстиции, с откомандированием в распоряжение волынского губернского прокурора. В 1880 году был причислен к Департаменту Министерства юстиции. В 1884 году был назначен товарищем прокурора Лубенского окружного суда. Затем занимал ту же должность в Таганрогском, Харьковском (1888—1894) и Санкт-Петербургском (1894—1895) окружных судах. Состоял прокурором Либавского (1895—1897) и Витебского (1897—1899) окружных судов. В 1899 году был назначен товарищем председателя Московского окружного суда. В действительные статские советники произведён 1 января 1904 года. В 1906 году был назначен председателем Ломжинского окружного суда, а в 1907 году — переведён на такую же должность в Псковский окружный суд. В 1909 году был назначен председателем Департамента Московской судебной палаты.
1 января 1912 года назначен сенатором, присутствующим в Уголовном кассационном департаменте Сената, с производством в тайные советники; 1 января 1917 года, по инициативе И. Г. Щегловитова, назначен членом Государственного совета — входил в правую группу. 1 мая 1917 года был оставлен за штатом, а по упразднении Государственного совета большевиками 14 декабря 1917 года — уволен от службы. Дальнейшая судьба неизвестна. Был холост.

## Награды
- Орден Святого Станислава 3-й ст. (1887)
- Орден Святой Анны 3-й ст. (1889)
- Орден Святого Станислава 2-й ст. (1893)
- Орден Святой Анны 2-й ст. (1896)
- Орден Святого Владимира 4-й ст. (1898)
- Орден Святого Владимира 3-й ст. (1908)
- Орден Святого Станислава 1-й ст. (1910)
- Орден Святой Анны 1-й ст. (1913)
- Орден Святого Владимира 2-й ст. (1917)